# The Best Man Wins (film 1910)
The Best Man Wins è un cortometraggio muto del 1910. Il nome del regista non viene riportato nei titoli. Il film è interpretato da Anna Rosemond, una nota attrice teatrale dell'epoca.

## Produzione
Il film fu prodotto dalla Thanhouser Film Corporation.

## Distribuzione
Distribuito dalla Thanhouser Film Corporation, il film - un cortometraggio di 292 metri - uscì nelle sale il 13 maggio 1910.